# Eugênio Barbosa Martins

Bischofswappen von Eugênio Barbosa Martins

Eugênio Barbosa Martins SSS  (* 5. September 1960 in Araguari, Minas Gerais) ist ein brasilianischer römisch-katholischer Ordensgeistlicher und Bischof von São João da Boa Vista.

## Leben
Eugênio Barbosa Martins trat der Ordensgemeinschaft der Eucharistiner bei und studierte in São Paulo Philosophie an der Fakultät São Bento und Theologie am Instituto Teológico São Paulo. Er legte am 25. Januar 1984 die Profess ab und empfing am 24. Januar 1988 das Sakrament der Priesterweihe.
Nach der Priesterweihe war er bis 1996 in der Berufungspastoral seines Ordens sowie in der Ausbildung der Aspiranten und Postulanten tätig. Von 1997 bis 2002 war er Pfarrer in Uberaba und von 1999 bis 2002 zusätzlich Novizenmeister am dortigen Noviziat. Von 2002 bis 2010 war er Provinzial und anschließend bis 2011 Provinzökonom. Von 2006 bis 2011 war er außerdem Pfarrer in Belo Horizonte. Darüber hinaus war er Vorsitzender der lateinamerikanischen Eucharistinerkonferenz und der Sektion Belo Horizonte der brasilianischen Ordensleutekonferenz. Von 2011 bis 2023 war er Generalsuperior der Eucharistiner und residierte am Generalat seines Ordens in Rom.
Papst Franziskus ernannte ihn am 4. Januar 2024 zum Bischof von São João da Boa Vista. Der Erzbischof von Ribeirão Preto, Moacir Silva, spendete ihm am 7. April desselben Jahres im Centro de Integração Comunitária in São Joáo da Boa Vista die Bischofsweihe. Mitkonsekratoren waren der Bischof von Bonfim, Hernaldo Pinto Farias SSS, und der Bischof von Paracatu, Jorge Alves Bezerra SSS.